# KsOd VImb
Die KsOd VImb war eine Güterzug-Schlepptenderlokomotivbaureihe der k.k. privaten Kaschau-Oderberger Bahn (KsOd). 

## Geschichte
Nach den Maschinen der KsOd VIm brauchte die KsOd für ihre Steilstrecken in der Hohen Tatra weitere leistungsfähige Güterzuglokomotiven.
So wurden 1919 bei der Lokomotivfabrik Floridsdorf wieder Malletlokomotiven ähnlich der MÁV-Baureihe 651 bestellt, deren technische Daten sich etwas von denen der Reihe VIm unterschieden.
Für sie waren daher die Reihe VImb mit den Betriebsnummern 473–485 vorgesehen.
Die KsOd nahm die 13 Maschinen aber nicht ab.
Sie kamen geschlossen zur ČSD, welche sie als Reihe 623.0 einordnete. 
Da die ČSD 1918 schon drei Exemplare der Baureihe 651 von den MÁV als 623.001–003 erhalten hatten, erhielten die 13 KsOd-Loks die Nummern 623.004–016.